# Fissidens autoicus
Fissidens autoicus är en bladmossart som beskrevs av Thériot och Hugh Neville Dixon 1916. Fissidens autoicus ingår i släktet fickmossor, och familjen Fissidentaceae. Inga underarter finns listade i Catalogue of Life.